# Ematurga ustaria
Ematurga ustaria là một loài bướm đêm trong họ Geometridae.